# 스트렝네스시

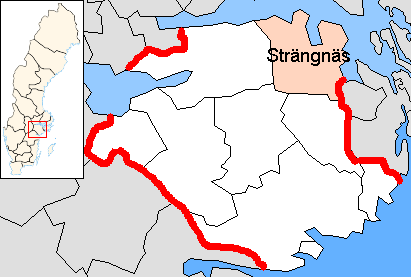
스트렝네스 시의 위치

스트렝네스시(스웨덴어: Strängnäs kommun)는 스웨덴 쇠데르만란드주에 위치한 지방 자치체로 행정 중심지는 스트렝네스이며 면적은 975.08km2, 인구는 34,609명(2016년 12월 31일 기준), 인구 밀도는 35명/km2이다.

시 문장